# Petrus Boddeng Timang
Petrus Boddeng Timang (Malakri, 7 de julho de 1947) é um clérigo indonésio e bispo católico romano de Banjarmasin.
Petrus Boddeng Timang foi ordenado sacerdote da Arquidiocese de Ujung Pandang em 13 de janeiro de 1974.
Papa Bento XVI nomeou-o Bispo de Banjarmasin em 14 de junho de 2008. Seu antecessor Francis Xaverius Rocharjanta Prajasuta MSF deu-lhe a consagração episcopal em 26 de outubro do mesmo ano; Os co-consagradores foram Johannes Liku Ada', Arcebispo de Makassar, e Florentinus Sului Hajang Hau MSF, Arcebispo de Samarinda.